# Quo Vadis
Quo Vadis (превод от латински: „Къде отиваш?“) е американски епичен, исторически, драматичен филм от 1951 година, направен от Metro-Goldwyn-Mayer (MGM) в Technicolor. Режисиран е от Мървин Лерой и продуциран от Сам Зимбалист, филмът е по сценарий на Си Ен Берман, Соня Левиен и Джон Лий Махин и е адаптиран по едноименния роман на полския писател Хенрик Сенкевич през 1895 година. Музиката е композирана от Миклош Рожа, а оператори са Робърт Съртийс и Уилям В. Скал.
Във филма участват Робърт Тейлър, Дебора Кар, Лио Ген и Питър Устинов.

## В ролите
| Актьор          | Роля             |
| --------------- | ---------------- |
| Робърт Тейлър   | Марк Виниций     |
| Дебора Кар      | Лигия            |
| Лио Ген         | Петроний         |
| Питър Устинов   | Нерон            |
| Патриша Лафан   | Попея Сабина     |
| Финли Къри      | Петър (апостол)  |
| Ейбрахам Софейр | Павел (апостол)  |
| Марина Берти    | Юнис             |
| Бъди Бер        | Урсус            |
| Феликс Ейлмър   | Авъл Плавций     |
| Нора Суинбърн   | Помпония Грецина |
| Норман Уланд    | Нерва            |
| Питър Майлс     | Назарий          |
| Ралф Труман     | Тигелин          |
| Никълъс Ханън   | Сенека           |